# Mercedes-Benz M115
Mercedes-Benz M115 — рядный четырёхцилиндровый бензиновый двигатель внутреннего сгорания компании Mercedes-Benz, выпускавшийся с 1968 по 1985 год.

## Описание
Бензиновые двигатели M115 объёмом от 2,0 до 2,3 литров применялись в легковых автомобилях Mercedes-Benz W115 (до 1976 года) и Mercedes-Benz W123 (с 1976 года), внедорожниках W460 (1979—1985) и фургонах Mercedes-Benz TN (с 1977 года) и Mercedes-Benz T2 (с 1968 года). Они имеют противоточную головку блока цилиндров из алюминиевого сплава и пятикратный вал в блоке цилиндров из серого чугуна. Верхний распределительный вал (OHC) приводится в движение с помощью роликовой цепи и тяговых рычагов по два клапана на цилиндр.

## Технические характеристики
| Тип        | Объём    | Рабочий объём | Диаметр цилиндра × Ход поршня | Мощность                              |
| ---------- | -------- | ------------- | ----------------------------- | ------------------------------------- |
| M 115 V 20 | 1988 см3 | 1971 см3      | 87 × 83,6 мм                  | 69/70 кВт (94/95 л. с.)               |
| M 115 V 22 | 2197 см3 | 2172 см3      | 87 × 92,4 мм                  | 77 кВт (105 л. с.)                    |
| M 115 V 23 | 2307 см3 | 2277 см3      | 93,75 × 83,6 мм               | 63/66/80/81 кВт (85/90/109/110 л. с.) |